# Calvoa calliantha
Calvoa calliantha är en tvåhjärtbladig växtart som beskrevs av Jacq.-fel.. Calvoa calliantha ingår i släktet Calvoa och familjen Melastomataceae. Inga underarter finns listade i Catalogue of Life.